# Christian Vöchting
Christian Vöchting (Bazel, 1 februari 1928 - Zürich, 3 november 1967) was een Zwitsers dirigent.

## Biografie
Vöchting kreeg zijn muzikale opleiding aan het conservatorium van zijn geboortestad. Zijn docenten daar waren Valérie Kägi en Hans Vogt voor piano. Muziektheorie leerde hij bij Gustav Güldenstein en Walter Müller von Kulm. Hans Münch was zijn leraar orkestdirectie.
Na zijn eindexamen in 1948 werd hij koorrepetitor bij het Stadttheater van Freiburg im Breisgau. Hier kreeg hij ook de kans om als dirigent te werken. In 1952 verruilde hij deze positie voor die van eerste dirigent van het Städtebundtheater Biel-Solothurn in Biel. In deze periode trad Vöchting ook herhaaldelijk als gastdirigent op, onder meer bij het Opernhaus Wuppertal en bij de Städtische Oper in (West) Berlijn.
In 1950 maakte Vöchting zijn debuut als orkestdirigent bij het Symfonieorkest van Winterthur, waarna hij steeds vaker bij andere Zwitserse orkesten werd gevraagd. Belangrijk was zijn debuut in Genève bij het Orchestre de la Suisse Romande in april 1955. De reacties waren lovend en Vöchting kwam in de volgende jaren regelmatig terug bij het orkest. Vaste dirigent Ernest Ansermet zag in hem zijn gedroomde opvolger. Als orkestdirigent maakte Vöchting ook een aantal plaatopnamen, onder meer met de tweede symfonie van Jean Sibelius en het vijfde pianoconcert van Ludwig van Beethoven met Vlado Perlemuter als solist.
De opera bleef desondanks zijn belangrijkste werkterrein. In 1957 werd hij eerste dirigent van de opera van Wuppertal, in 1959 dirigeerde hij in Zürich de Zwitserse première van Der Sturm van Frank Martin. Hij dirigeerde meer werken van deze componist, die later zijn schoonvader werd. Vöchting trouwde met Martins jongste dochter Adrienne.
Als opvolger van Hans Rosbaud werd hij in 1962 benoemd tot chef-dirigent van het Opernhaus Zürich. Die positie bekleedde hij tot hij op 39-jarige leeftijd aan een slopende ziekte overleed.